# Möller-Hunter-Glossitis
Die Möller-Hunter-Glossitis, lateinisch auch Glossitis atrophicans, ist eine Atrophie der Schleimhaut der Zunge mit einer glatten, roten Zunge, einer sogenannten Lackzunge, die auch als Hunterzunge bezeichnet wurde.
Synonyme sind: Möller-Glossitis, Möllersche Glossitis; Hunter-Glossitis.
Die Namensbezeichnung bezieht sich auf den Autor der Erstbeschreibung als Glossitis superficialis aus dem Jahre 1851 durch den deutschen Chirurgen Julius Otto Ludwig Möller (1819–1887).
Eine weitere Beschreibung stammt aus dem Jahre 1900 durch den schottischen Arzt William Hunter (1861–1937).

## Ursache
Den Originalbeschreibungen zufolge liegt die Ursache der Glossitis in einer perniziösen Anämie infolge eines Vitamin-B12-Mangels. Allerdings wird die Bezeichnung allgemeiner für Zungenveränderungen aufgrund Systemischer Erkrankungen wie Eisenmangelanämie, Beri-Beri, Folsäuremangel oder andere Avitaminosen verwendet.

## Klinische Erscheinungen
Klinisch findet sich eine Rotfärbung von Zungenspitze und Rücken infolge einer Atrophie der Zungenpapillen mit Parästhesie und Zungenbrennen.

## Therapie
Die Behandlung richtet sich gegen die zugrunde liegende Ursache.